# 養老村 (京都府)
養老村（ようろうむら）は、京都府与謝郡にあった村。現在の宮津市の北部地域の北東部にあたる。

## 地理
- 海洋：若狭湾
- 山岳：弥助山、汐霧山、角突山、笹ヶ尾山、千石山

## 歴史
- 1889年（明治22年）4月1日 - 町村制の施行により、里波見村・中波見村・奥波見村・長江村・岩ヶ鼻村・外垣村・大島村・田原村の区域をもって発足。
- 1954年（昭和29年）6月1日 - 宮津町・栗田村・吉津村・府中村・日置村・世屋村・日ケ谷村と合併して宮津市が発足。同日養老村廃止。